# Under Burning Skies
Under Burning Skies é um filme mudo norte-americano de 1912 em curta-metragem, do gênero drama, dirigido por D. W. Griffith e estrelado por Blanche Sweet.